# Sarah Grimke
Sarah Grimke, född 1792, död 1873, var en amerikansk författare, abolitionist och kvinnorättsaktivist. På 1820-talet flyttade hon till Philadelphia och blev kväkare och arbetade för slaveriets avskaffande och kvinnors rättigheter.

## Biografi
Sarah Grimké var dotter till domaren och plantageägaren John F. Grimké och hans hustru Mary Smith, aktiv i Charlestons välgörenhetsförening.
Sarah var sjätte barnet av fjorton barn och den andra dottern. Hon växte upp på ett plantagejordbruk i Sydstaterna. Familjen bodde på landet på sommaren och i Charleston på vintern.

### Barndom
Att växa upp på en bomullsplantage i södern, innebar att både Sarah och hennes yngsta syster Angelina blev medvetna om det brutala förtrycket av slavar. Sommaren tillbringades på plantagen där hundratals slavar arbetade. När Sarah fyllde 12 år fick hon en svart flicka som personlig slav. Hon vägrade ta emot flickan, men tvingades ta emot gåvan. De blev nära vänner och när Sarah började undervisa slavarna i söndagsskolan lärde hon sin slav också att läsa.

### Utbildning
Sarah fann också den orättvisa utbildningen, sönerna fick studera humaniora såsom latin och juridik medan döttrarna undervisades av privatlärarinnor i ämnen som var lämpliga för kvinnor. Hennes äldre bror Thomas studerade jurikik vid Yale University och Sarah fick låna hans böcker och lärde sig matematik och geografi.

### Kväkare

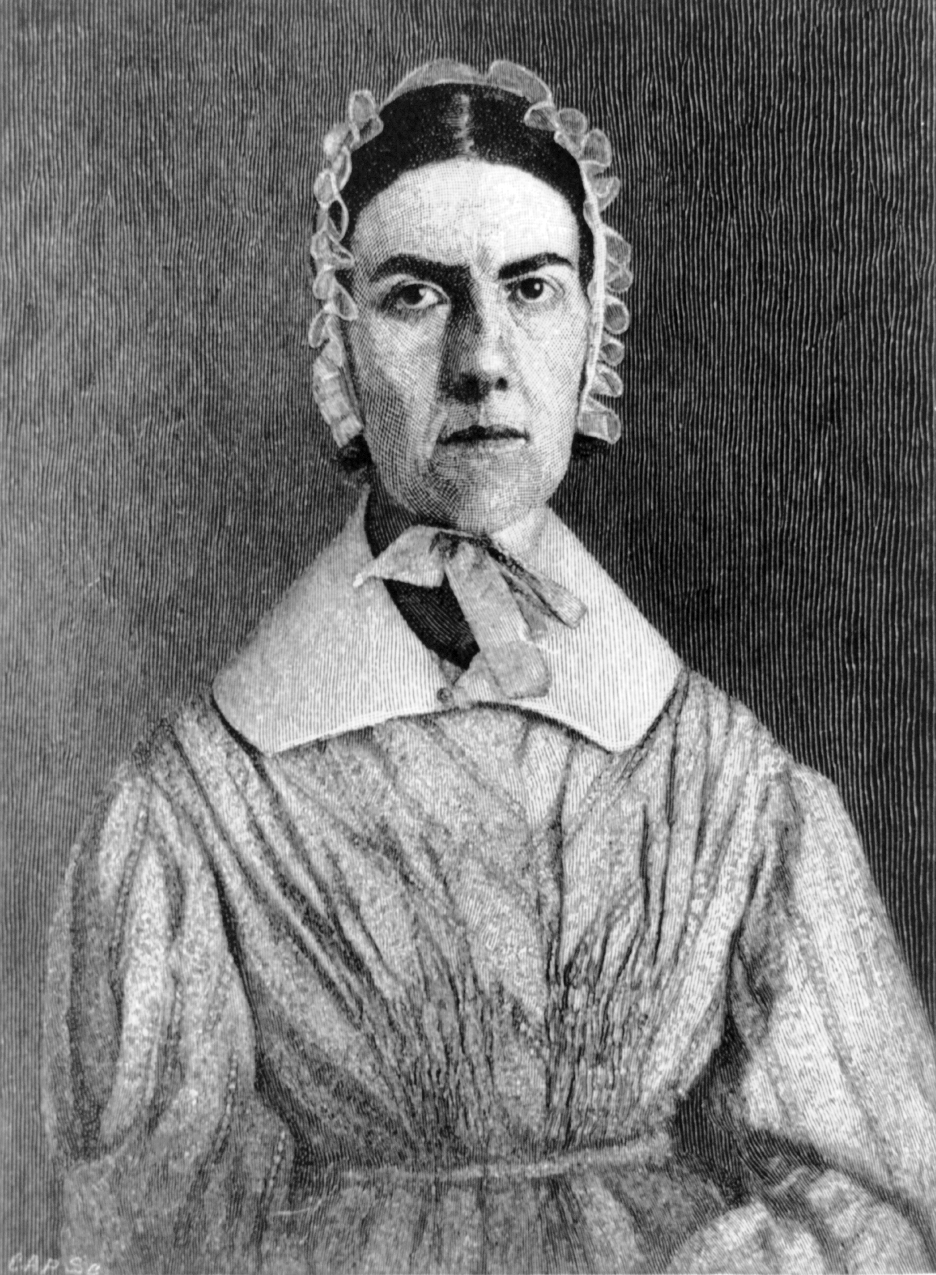
Angelina Emily Grimke

År 1819 blev Grimkés far sjuk och ordinerades flytta till en läkarei Philadelphia som också hade ett hälsosammare klimat. Sarah ledsagade honom och stannade i staden efter att hennes far dog. Hon blev engagerad i anti-slaverirörelsen och lärde känna många kväkare. Hennes yngsta syster, Angelina Grimké flyttade till Philadelhia 1829 och deras hem blev en station i den underjordiska järnvägen. Under ett andaktsmöte protesterd Grimké mot att kväkare själva hade slavar. Hon tystades av Jonathan Evans, som menade att kvinnor inte skulle yttra sig i församlingen.

### Politisk aktivism

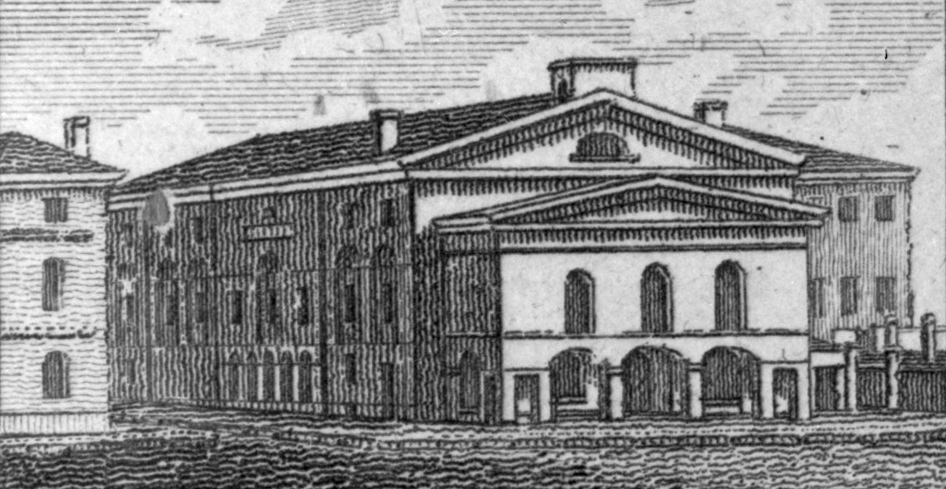
Odeon Hall, Boston 1838

Grimké och hennes syster Angelina flyttade till New York och blev en del av den nybildade föreningen The American Anti-Slavery Society som bildats 1830. De ansågs vara en tillgång för rörelsen tack vare sina personliga erfarenheter och insikter gällande slaveriets samhälle och dessutom var både goda skribenter. De blev de första kvinnliga företrädarna för slaverimotståndet och tränades precis som andra nyrekryterade talare och övades bland annat i argumentation. Sarah skrev en pamflett, Epistel till prästerskapet i Sydstaterna, som visade att Bibeln fördömde slaveri.
Våren 1837 deltog systrarna Grimké i den första sammankomsten för kvinnliga slavmotståndare i New York. Efter mötet inledde systrarna en föreläsningsturné i New England, vilket ledde till många protester. Den samlade Reformerta kyrkan i Massachussets skickade ut ett herdabrev den 28 juni 1837, vilket fördömde kvinnliga predikanter och reformatorer.
Efter detta påhopp började systrarna även engagera sig i kampen för kvinnors rättigheter. Grimké skrev tre brev till Mary S. Parker, med temat ”Letters on the equality of the sexes”. Mary Parker var en av ledarna i Bostons kvinnliga anti-slaverrörelse. Våren 1838 höll de föredrag i Odeon Hall i Boston vilket lockade tusentals åhörare.
| ”                    | Jag ber inte om några fördelar för mitt kön. Jag överger inte mitt krav på jämlikhet. Det enda jag begär av mina bröder är att de tar bort sina fötter från skuldrorna och låter oss stå upprätta på den mark som Gud har givit oss att beträda. | „ |
| – Sarah Grimké, 1838 | |   |

## Verklista
- An Epistle to the Clergy of the Southern States 1836
- Letters on the Equality of the Sexes, and the Condition of Woman. Scholar Select, 1838.

## Eftermäle
Nedslagskratern Grimke på planeten Venus har fått sitt namn efter henne.
Hon inkluderades 1998 i National Women's Hall of Fame.

## Originalcitat
1. ↑  Epistle to the Clergy of the Southern States
2. ↑  ”But I ask no favors for my sex. I surrender not our claim to equality. All I ask of our brethren[bröder] is, that they will take their feet from off our necks, and permit us to stand upright on that ground which God has designed us to occupy.”